# Уддел
Уддел (нід. Uddel) — село в нідерландській провінції Гелдерланд. Входить до муніципалітету Апелдорн.

## Галерея

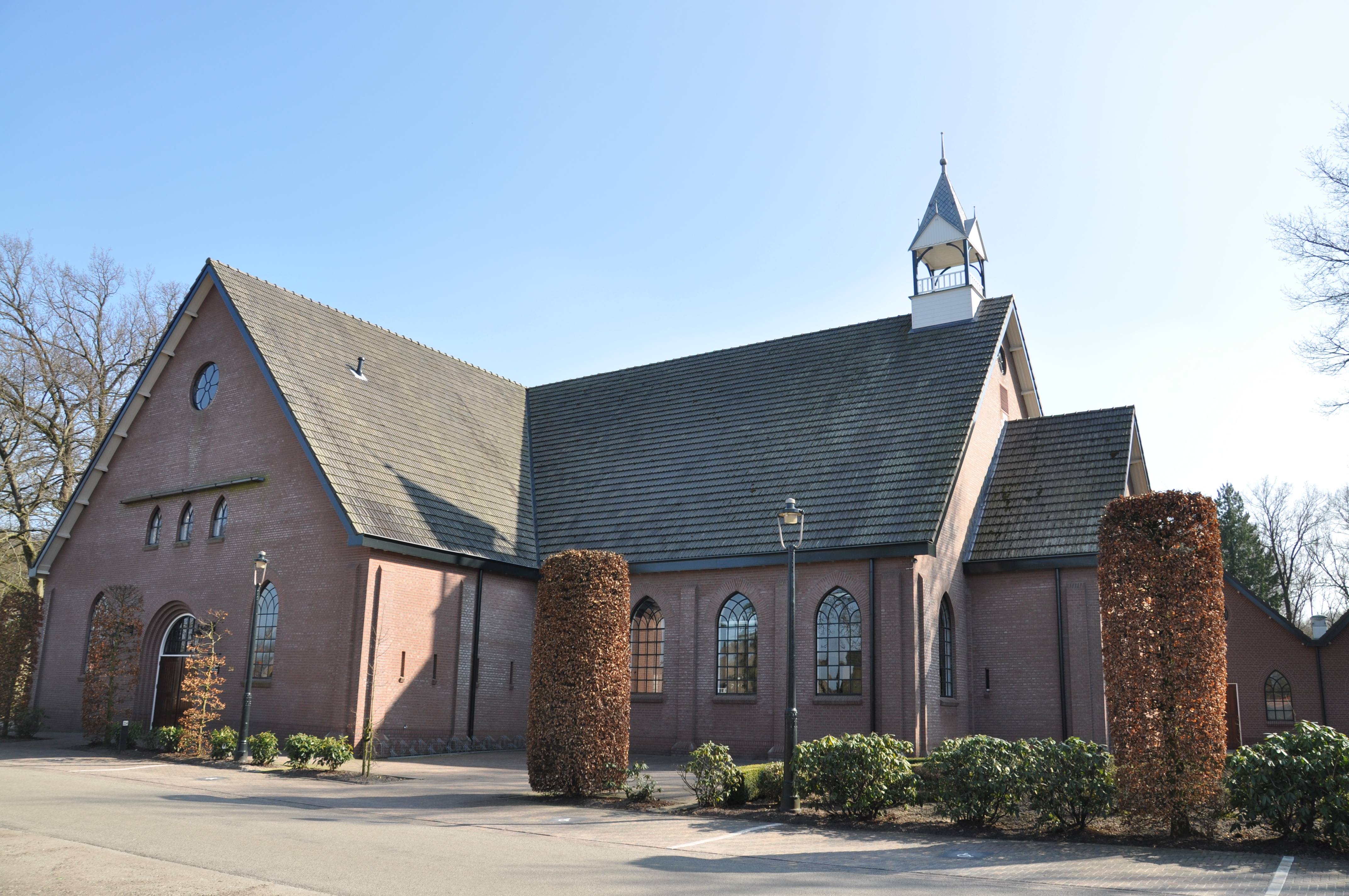
Реформістська церква
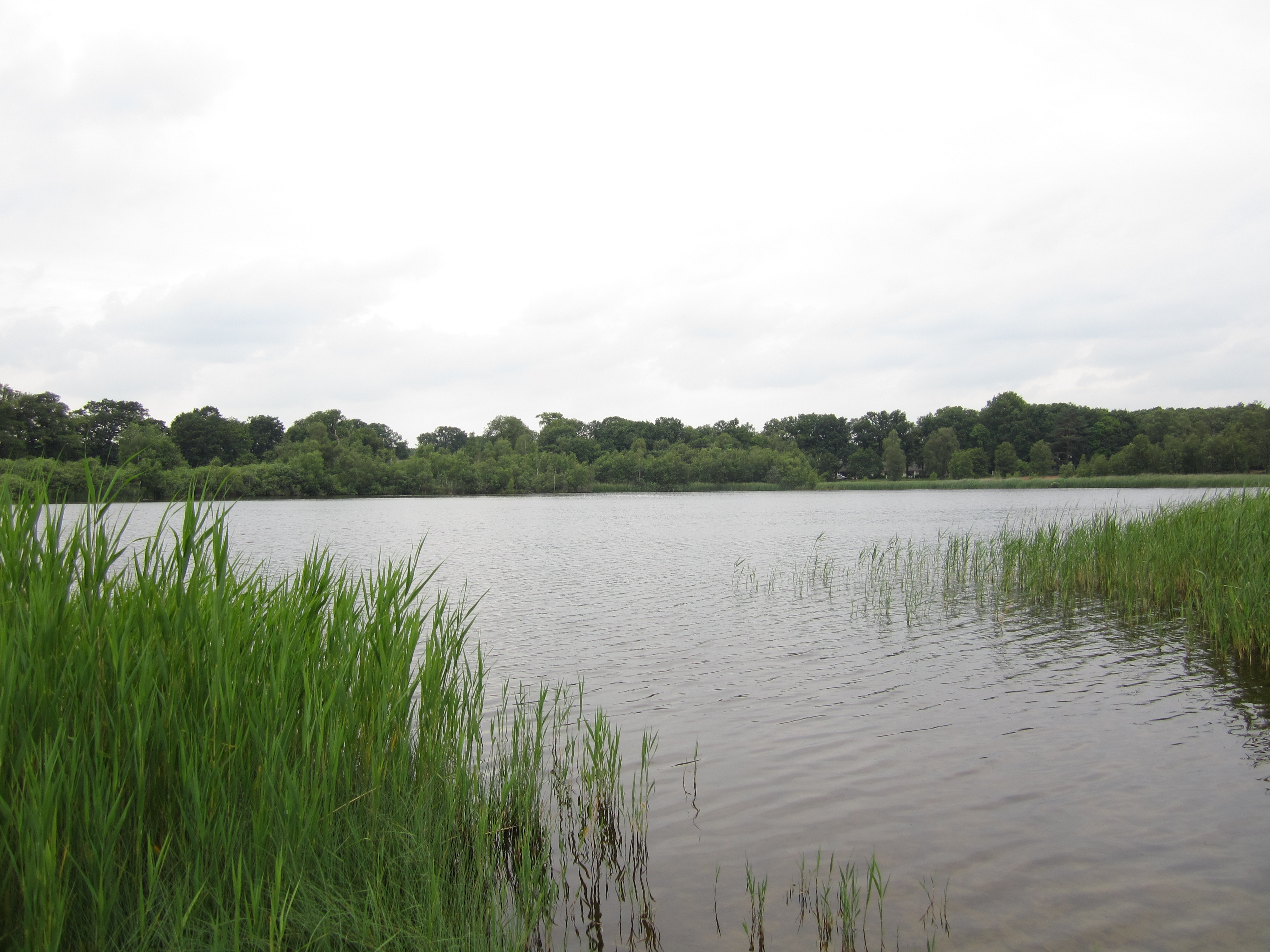
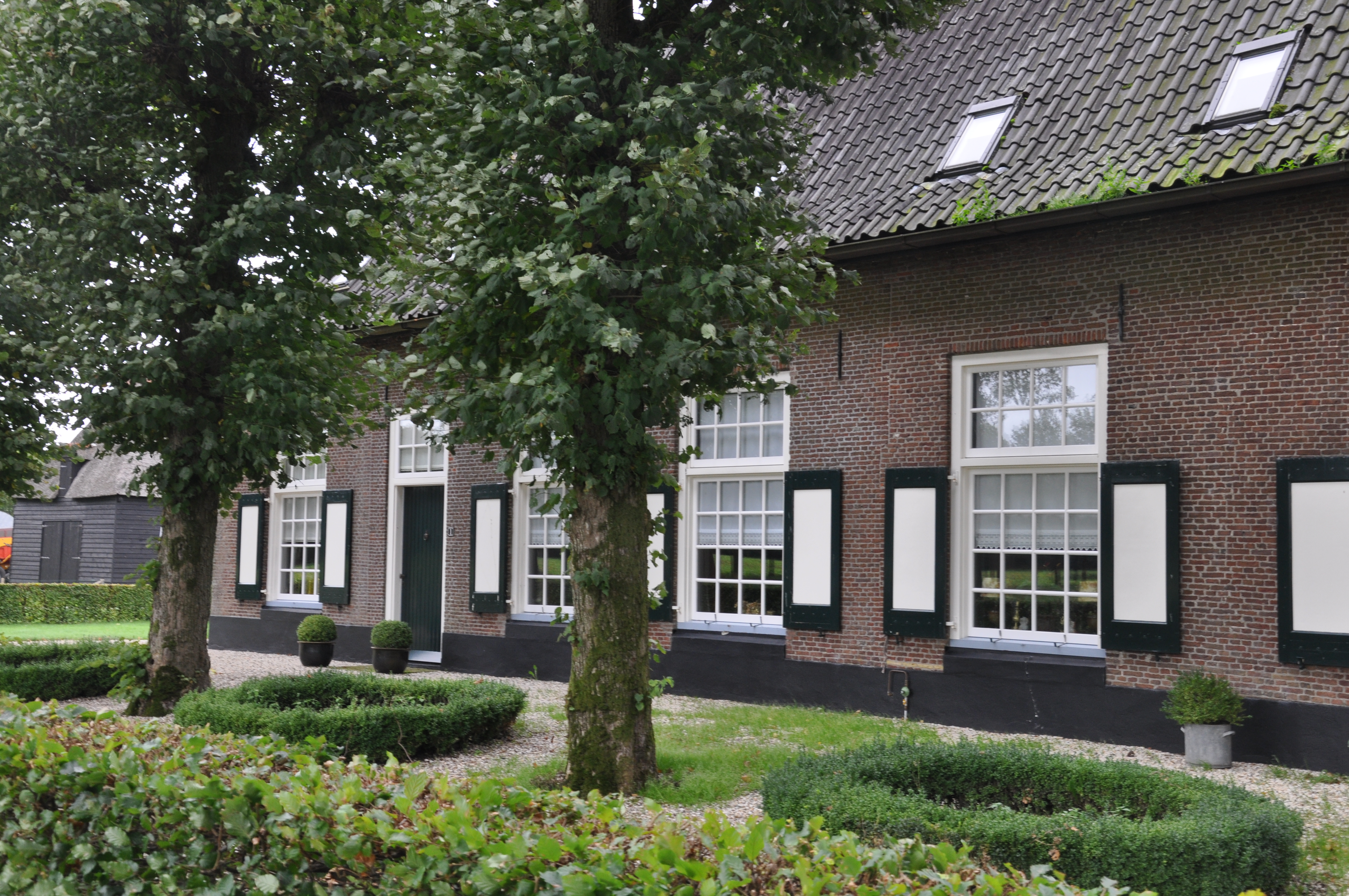
Сільський будинок
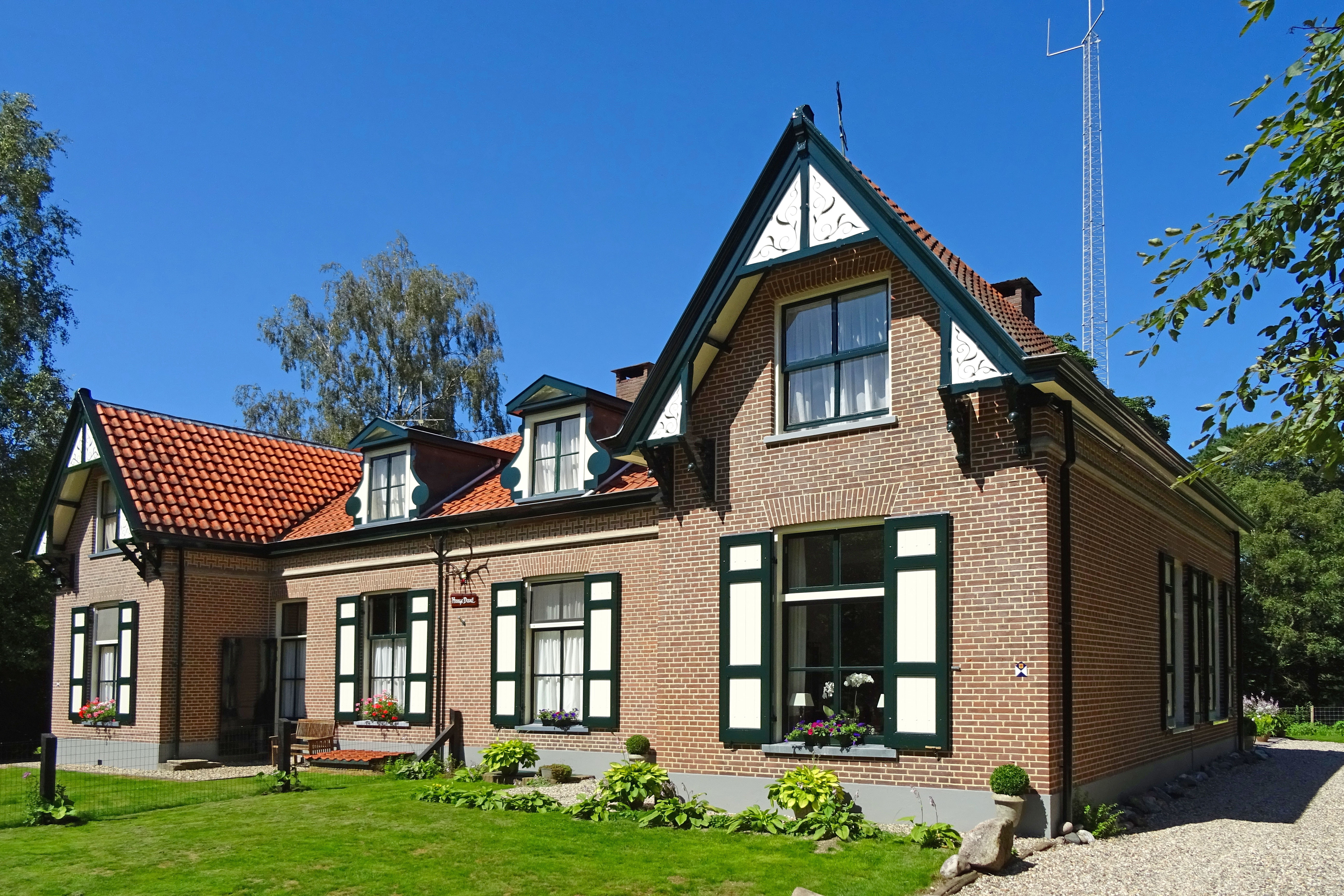
Резиденція Королівського єгеря